# Rosa turkestanica
Rosa turkestanica là loài thực vật có hoa trong họ Hoa hồng. Loài này được Regel miêu tả khoa học đầu tiên.